# Simetite
La simetite è una rara varietà di ambra.
La simetite risale al Miocene, si presenta di vari colori che vanno dal rossastro al bluastro.
Vi sono state rinvenute nuove specie animali fossilizzate, come la Emeria simetitia, scoperta nel 1984 e appartenente ai Trichogrammatidae, una famiglia di insetti.
Viene rinvenuta sulle spiagge siciliane, segnatamente in prossimità della foce del fiume Simeto, nei pressi di Catania (da cui deriva il nome "simetite") ed anche in spiagge del litorale ibleo, nel tratto che va da Punta Braccetto (frazione rivierasca di Santa Croce Camerina) a Contrada Chiappa o Costa dell'Ambra (territorio di Pachino).
Il nome "simetite" è stato coniato da due ricercatori tedeschi: lo studioso Otto Helm, e il botanico Hugo Conwentz; che esaminarono scientificamente la resina fossile siciliana e le diedero nome, in un articolo pubblicato nel 1886, facendolo derivare dal nome del fiume Simeto, che sfocia nel Mediterraneo a sud di Catania e la cui zona è ricca di questa resina fossile.